# Kasteel van Roemelië

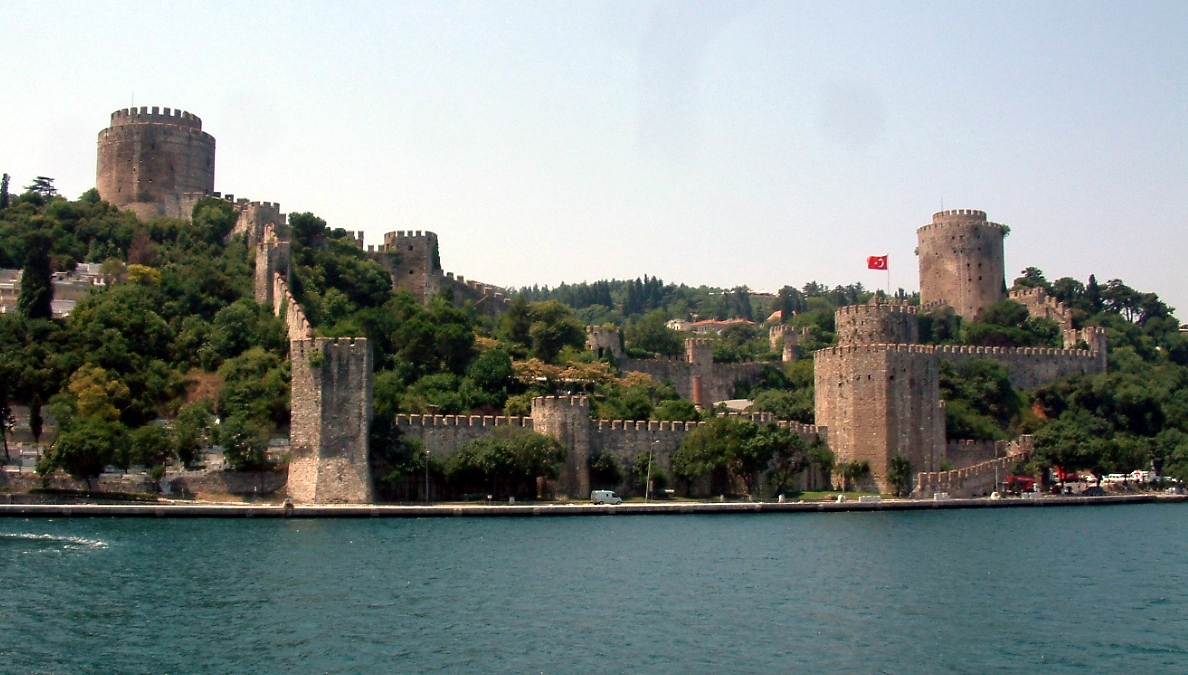
Het fort gezien vanaf de Bosporus

Het kasteel van Roemelië (Turks: Rumelihisarı), ook wel het Fort van Europa genoemd, ligt in het district Sarıyer van de Turkse stad Istanboel op een heuvel aan de Europese kant van de stad. Het fort werd ontworpen door de Ottomaanse ingenieur Müslihiddin in opdracht van Sultan Mehmet II en werd gebouwd tussen 1451 en 1452, vlak voor de inname van Constantinopel. Het kasteel heeft drie grote torens, 1 kleine en nog 13 wachttorens. De drie grote torens zijn elk zo'n 22 meter hoog. Ook is er in het fort een klein amfitheater.
Sinds 1960 is het fort een openluchtmuseum en worden er concerten en festivals gehouden.

## Bron
- (en) İstanbul Rumeli Hisarı Fortress Museum. Turkish Museum. Geraadpleegd op 18 juli 2023.